# Frania Gillen-Buchert
Frania Gillen-Buchert, née le 13 novembre 1981 au Cap, est une joueuse professionnelle de squash représentant l'Écosse. Elle atteint le 53e rang mondial en juillet 2003, son meilleur classement. Elle est championne d'Écosse en 2006, 2009 et 2012.

## Biographie
Née au Cap, où elle a été entraînée par sa mère kényane Diana dès l'âge de cinq ans, elle est arrivée à Édimbourg à l'âge de 14 ans avec son père écossais, Edmund, où il a rapidement été repéré qu'elle était éligible pour concourir pour l'Écosse. À 24 ans, elle dispute ses premiers Jeux du Commonwealth à Melbourne.

## Palmarès

### Titres
- Championnats d'Écosse : 3 titres (2006, 2009, 2012)